# Carex gaudichaudiana
Carex gaudichaudiana är en halvgräsart som beskrevs av Carl Sigismund Kunth. Carex gaudichaudiana ingår i släktet starrar, och familjen halvgräs. Inga underarter finns listade i Catalogue of Life.

## Bildgalleri

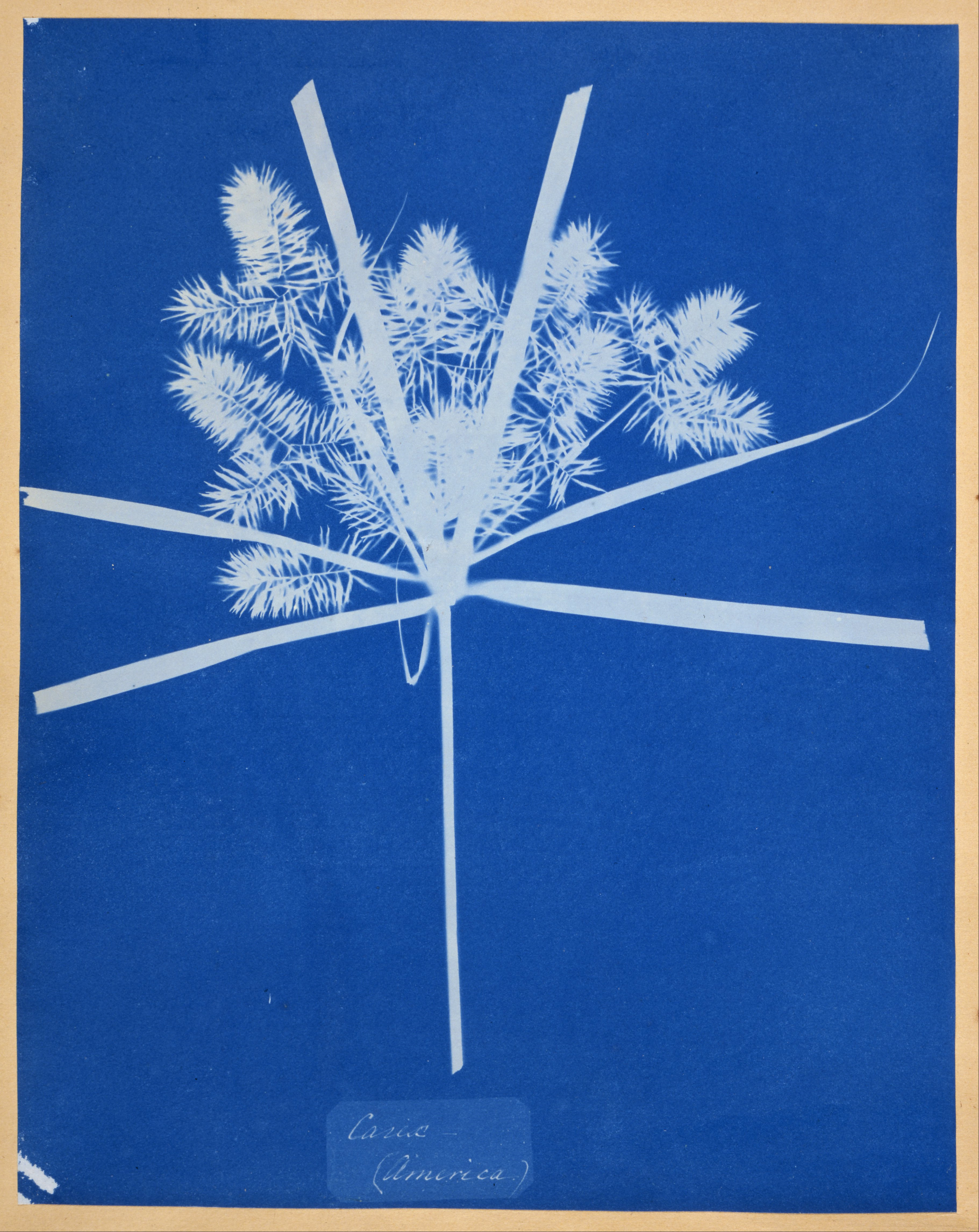
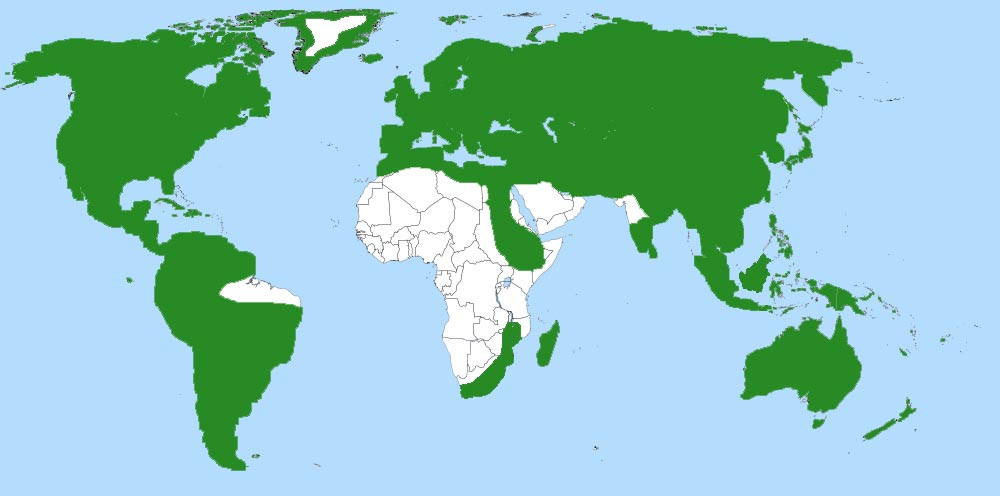
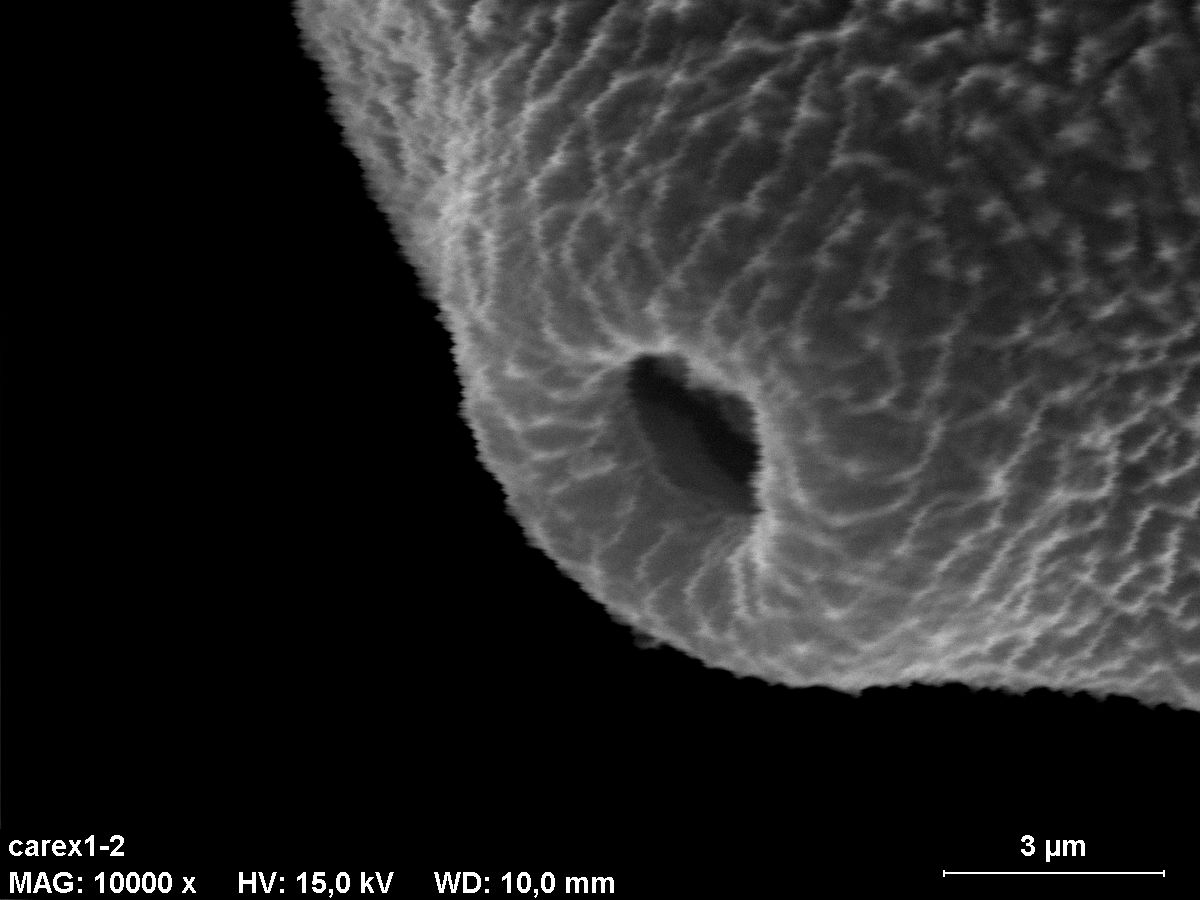